# 姆拜基
姆拜基是中非共和國西南部的城鎮，也是洛巴耶省的首府，位於首都班基西南107公里，經濟活動以咖啡和木材業為主。当地也是中非共和国最早通上电视信号的城镇之一。
越南阮朝前君主维新帝搭乘的航班于1945年12月在姆拜基坠毁，其本人亦曾安葬于当地。